# Érdi kistérség
Érdi kistérség: kistérség Pest megye délnyugati részén a főváros közvetlen szomszédságában, székhelye Érd. A kistérségek 2013-ban jogilag megszűntek.

## Települései
| Érd | Százhalombatta | Diósd | Tárnok |

## Története
2007-ben Érd székhellyel új kistérség alakult Százhalombatta, Diósd és Tárnok részvételével. A négy település a Budaörsi kistérségből vált ki, Pusztazámor és Sóskút is ide akartak kerülni, azonban a kormány döntése értelmében a Budaörsiben maradtak. 2013-ban a többi kistérséggel együtt megszűnt, szerepük egy részét a járások vették át.

## Lakónépesség alakulása
| Település      | Lélekszám (2009) |
| -------------- | ---------------- |
| Érd            | 63 669           |
| Százhalombatta | 18 226           |
| Tárnok         | 9 029            |
| Diósd          | 8 612            |
| Összesen       | 99 536           |